# Margaretha van Palts-Zweibrücken
Margaretha van Palts-Zweibrücken (10 juli 1456 – 7 september 1527), Duits: Margarethe Pfalzgräfin bei Rhein zu Zweibrücken, Herzogin von Bayern, was een paltsgravin uit het Huis Palts-Zweibrücken (een zijlinie van het Huis Wittelsbach) en door huwelijk gravin van Nassau-Idstein. Ze werd later abdis.

## Biografie
Margaretha was het eerstgeboren kind van paltsgraaf Lodewijk I ‘de Zwarte’ van Zweibrücken en Johanna van Croÿ, dochter van Anton I van Croÿ en diens tweede echtgenote Margaretha van Lotharingen. Reeds in 1470 huwde ze met graaf Filips van Nassau-Idstein (1450 – 16 juni 1509). Margaretha's betovergrootvader Johan I van Nassau-Weilburg was de jongere broer van Adolf I van Nassau-Wiesbaden-Idstein, een betovergrootvader van Margaretha's echtgenoot Filips. Margaretha's betovergrootvader Ruprecht II van de Palts was een kleinzoon van Mechtild van Nassau, die een zuster was van Gerlach I van Nassau, een oudvader van Filips.
Het leven van Margaretha ligt grotendeels in het duister. Mogelijk zijn de huwelijksgeloften om onbekende redenen nietig verklaard. Het huwelijk bleef kinderloos.
Margaretha trad in het Klooster Mariënberg te Boppard, waar ze in 1484 na de dood van Christina van Greiffenclau tot abdis werd verkozen. De moeilijkste periode tijdens haar abbatiaat was de Bopparder Krieg tussen 1497 en 1502. Tot wanneer Margaretha abdis bleef, is onduidelijk. In 1517 wordt Cecilia van Ingelheim als abdis van het klooster vermeld.
Of Margaretha, zoals enkele bronnen vermelden, in Idstein is begraven, is twijfelachtig.

## Voorouders
| Voorouders van Margaretha van Palts-Zweibrücken | Voorouders van Margaretha van Palts-Zweibrücken                                      | Voorouders van Margaretha van Palts-Zweibrücken                                      | Voorouders van Margaretha van Palts-Zweibrücken                                      | Voorouders van Margaretha van Palts-Zweibrücken                                      | Voorouders van Margaretha van Palts-Zweibrücken                                      | Voorouders van Margaretha van Palts-Zweibrücken                                      | Voorouders van Margaretha van Palts-Zweibrücken                                       | Voorouders van Margaretha van Palts-Zweibrücken                                      |
| ----------------------------------------------- | ------------------------------------------------------------------------------------ | ------------------------------------------------------------------------------------ | ------------------------------------------------------------------------------------ | ------------------------------------------------------------------------------------ | ------------------------------------------------------------------------------------ | ------------------------------------------------------------------------------------ | ------------------------------------------------------------------------------------- | ------------------------------------------------------------------------------------ |
| Betovergrootouders                              | Ruprecht II van de Palts (1325–1398) ⚭ 1345/46 Beatrix van Sicilië (1326–1365)       | Frederik V van Neurenberg (1333–1398) ⚭ 1350 Elisabeth van Meißen (1329–1375)        | Hendrik III van Veldenz (?–1389) ⚭ Loretta van Sponheim-Starkenberg (?–?)            | Johan I van Nassau-Weilburg (1307–1371) ⚭ 1353 Johanna van Saarbrücken (?–1381)      | Willem van Croÿ (?–1384) ⚭ 1354 Isabella de Renty (?–?)                              | Jan van Craon (?–vóór 1400) ⚭ 1364 Maria van Châtillon Vidamesse de Laon (?–1410)    | Ferry I van Vaudémont (ca. 1370–1415) ⚭ 1393 Margaretha van Joinville (ca. 1356–1417) | Jan VII van Harcourt (1370–1452) ⚭ 1390 Maria van Alençon (1374–vóór 1418)           |
| Overgrootouders                                 | Ruprecht III van de Palts (1352–1410) ⚭ 1374 Elisabeth van Neurenberg (1358–1411)    | Ruprecht III van de Palts (1352–1410) ⚭ 1374 Elisabeth van Neurenberg (1358–1411)    | Frederik III van Veldenz (?–1444) ⚭ 1393 Margaretha van Nassau-Weilburg (1370?–1427) | Frederik III van Veldenz (?–1444) ⚭ 1393 Margaretha van Nassau-Weilburg (1370?–1427) | Jan I van Croÿ (?–1415) ⚭ Margaretha van Craon (?–?)                                 | Jan I van Croÿ (?–1415) ⚭ Margaretha van Craon (?–?)                                 | Anton van Lotharingen-Vaudémont (1394/95–1458) ⚭ 1416 Maria van Harcourt (1398–1476)  | Anton van Lotharingen-Vaudémont (1394/95–1458) ⚭ 1416 Maria van Harcourt (1398–1476) |
| Grootouders                                     | Stefan van Palts-Simmern-Zweibrücken (1385–1459) ⚭ 1410 Anna van Veldenz (?–1439)    | Stefan van Palts-Simmern-Zweibrücken (1385–1459) ⚭ 1410 Anna van Veldenz (?–1439)    | Stefan van Palts-Simmern-Zweibrücken (1385–1459) ⚭ 1410 Anna van Veldenz (?–1439)    | Stefan van Palts-Simmern-Zweibrücken (1385–1459) ⚭ 1410 Anna van Veldenz (?–1439)    | Anton I van Croÿ (?–1475) ⚭ 1432 Margaretha van Lotharingen-Vaudémont (?–na 1477)    | Anton I van Croÿ (?–1475) ⚭ 1432 Margaretha van Lotharingen-Vaudémont (?–na 1477)    | Anton I van Croÿ (?–1475) ⚭ 1432 Margaretha van Lotharingen-Vaudémont (?–na 1477)     | Anton I van Croÿ (?–1475) ⚭ 1432 Margaretha van Lotharingen-Vaudémont (?–na 1477)    |
| Ouders                                          | Lodewijk I van Palts-Zweibrücken (1424–1489) ⚭ 1454 Johanna van Croÿ (ca. 1435–1504) | Lodewijk I van Palts-Zweibrücken (1424–1489) ⚭ 1454 Johanna van Croÿ (ca. 1435–1504) | Lodewijk I van Palts-Zweibrücken (1424–1489) ⚭ 1454 Johanna van Croÿ (ca. 1435–1504) | Lodewijk I van Palts-Zweibrücken (1424–1489) ⚭ 1454 Johanna van Croÿ (ca. 1435–1504) | Lodewijk I van Palts-Zweibrücken (1424–1489) ⚭ 1454 Johanna van Croÿ (ca. 1435–1504) | Lodewijk I van Palts-Zweibrücken (1424–1489) ⚭ 1454 Johanna van Croÿ (ca. 1435–1504) | Lodewijk I van Palts-Zweibrücken (1424–1489) ⚭ 1454 Johanna van Croÿ (ca. 1435–1504)  | Lodewijk I van Palts-Zweibrücken (1424–1489) ⚭ 1454 Johanna van Croÿ (ca. 1435–1504) |